# Lou Andreas-Salomé
Lou Andreas-Salomé (născută Louise von Salomé sau Luíza Gustavovna Salomé, în rusă: Луиза Густавовна Саломе; n. Sankt Petersburg, 12 februarie 1861 – d. Göttingen, 5 februarie 1937) a fost o psihanalistă și autoare de origine rusă. Capacitățile sale intelectuale și varietatea ariei de preocupări au condus-o să aibă relații amicale cu unii dintre cei mai influenți intelectuali ai epocii în care a trăit, printre care Nietzsche, Wagner, Freud și Rilke.

## Viața
Lou Salomé s-a născut Sankt Petersburg. Tatăl său, Gustav Salomé (1804-1879) se trăgea dintr-o familie de hughenoți originari din Avignon, care părăsise Franța după Revoluția franceză din 1789 și se stabilise în țările baltice. La vârsta de 6 ani, Gustav este trimis la Sankt Petersburg pentru a primi educație militară. După ce s-a distins prin curaj în timpul insurecției poloneze din 1831, este ridicat la rangul nobilimii ereditare de către țarul Nicolae I. Obține gradul de general și intră în Statul-Major al armatei lui Alexandru II, care-l numește inspector al armatelor. În 1844 se căsătorește cu Louise Willm (născută în 1823), « fiica unui prosper fabricant de zahăr de origine daneză și nord-germană », cu care va avea 6 copii: cinci băieți și, în 1861, o fată pe care o vor boteza Louise. Micuța Louise va crește « înconjurată de uniforme de ofițeri », în mare măsură izolată de societatea rusească, în comunitatea emigranților germanofoni, pentru care tatăl său obținuse chiar de la țar autorizația creării unei Biserici reformate, devenită « un fel de bastion al credinței pentru familiile de străini ». Vorbind și scriind în principal în germană, micuța Louise învață foarte devreme și rusa și franceza (limba înaltei societăți) și frecventează o școală privată engleză. Cu toate acestea, Louise nu are mai puțin « sentimentul de a fi rusoaică ».
Căutând o educație cu mult superioară celei obișnuite pentru o femeie din vremea sa, la vârsta de 17 ani, Salomé îl convinge pe predicatorul olandez Hendrik Gillot, cu 25 de ani mai în vârstă decât ea, să o învețe teologia, filosofia, istoria religiilor, literatură franceză și germană. Din această perioadă datează lecturile sale din Spinoza și Kant. Gillot a devenit într-atât de îndrăgostit de farmecul și inteligența fetei, încât a fost la un pas să divorțeze de soția sa și să se căsătorească cu Salomé.
După moartea tatălui (1879), mama pleacă, în 1880, împreună cu Salomé, la Zürich, pentru un tratament medical (Salomé suferea de tuse cu sânge, probabil hemoptizie) dar și pentru a obține o educație universitară.

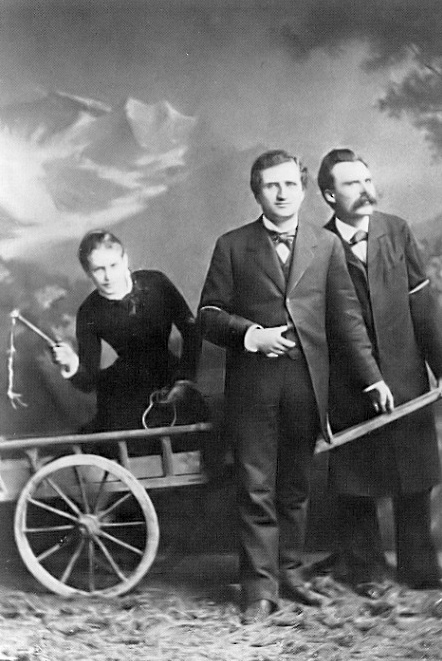
De la stânga la dreapta, Andreas-Salomé, Rée şi Nietzsche (1882)

### Rée, Nietzsche
Mama sa o duce pe Salomé, în iarna 1881-1882, la Roma, Italia, la vârsta de 21 de ani. Acolo o vizitează pe Malwida von Meysenbug, scriitoare și spirit revoluționar, cu idei radicale. Malwida era la rândul său prietena unui filosof pe atunci cvasi-necunoscut, Friederich Nietzsche, care scrisese în casa ei din Sorrento cartea "Omenesc, prea omenesc". Când ajung la Roma, Salomé și mama sa, în casa lui Malwida se mai află un alt oaspete, filosoful Paul Rée, de origine evreiască, dar ateu declarat. Rée se preocupa în special de psihologie și era un adept al lui Schopenhauer. Rée se îndrăgostește numaidecât de Salomé și cei doi formează o comunitate intelectuală. La 13 mai 1882, se alipește cuplului și prietenul lui Rée, Friedrich Nietzsche, care cade la rândul său pradă farmecului tinerei rusoaice. Nietzsche ar fi spus de la prima întâlnire: "Din ce stele am căzut pentru a ne întâlni aici?". Relația celor trei pare totuși să fi rămas platonică, datorită refuzului lui Lou de a alege între cei doi. Nietzsche o consideră pe Lou pe cât de excepțional dotată, pe atât de insuportabilă uneori. Salomé va scrie ulterior (1894) un eseu, Friedrich Nietzsche in seinen Werken, despre personalitatea și filosofia lui Nietzsche. Cei trei călătoresc împreună cu mama lui Salomé în Italia. Ajungând la Leipzig, Germania, în octombrie, Salomé și Rée decid să se separe de Nietzsche după o dispută între Nietzsche și Salomé, din care Salomé înțelege că Nietzsche este îndrăgostit nebunește de ea.
Găsim o relatare fictivă a relației lui Salomé cu Nietzsche în nuvela lui Irvin D. Yalom, When Nietzsche Wept (Când Nietzsche plângea). O biografie în suedeză a lui Lou Salomé, care cuprinde și relațiile sale cu Paul Rée, Rainer Maria Rilke, Friedrich Nietzsche și Sigmund Freud, a apărut sub semnătura autoarei Mirjam Tapper în 2008 la editura Mita Bokförlag, având titlul "Den blonda besten hos Nietzsche - Lou Salomé" (Bestia blondă a lui Nietzsche - Lou Salomé).

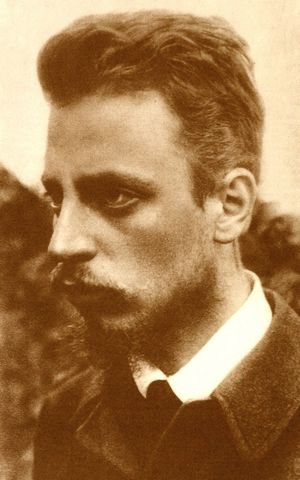
Rainer Maria Rilke în 1900

### Căsătoria cu Andreas și alte relații
Salomé și Rée se mută la Berlin și trăiesc împreună câțiva ani fără să se căsătorească, în pofida insistențelor lui Rée. Se despart, iar Salomé se mărită cu un universitar lingvist, Friedrich Carl Andreas, cu care rămâne căsătorită până la moartea acestuia, în 1930. Suferința provocată de căsnicia lui Salomé cu Andreas îl determină pe Rée să se îndepărteze de Salomé, în pofida asigurărilor sale de amiciție. Restul vieții, Salomé și-l va consacra psihanalizei și a altor lucrări cu caracter biografic. De asemenea, ea va întreține de-a lungul anilor relații și o bogată corespondență cu jurnalistul german Georg Lebedour, poetul Rainer Maria Rilke - asupra căruia va face un studiu analitic-, întemeietorul psihanalizei, Sigmund Freud și Viktor Tausk. Relatări ale unora dintre aceste relații se află în volumul de autor Lebensrückblick.

### Muza lui Rilke
Viața lui Lou Andreas-Salomé rămâne aceea a unei aventuriere intelectuale cosmopolite, care cutreieră Europa și stabilește legături cu cei mai semnificativi oameni de cultură ai vremii. 
În 1897, la 36 de ani, îl întâlnește pe Rainer Maria Rilke, cu 14 ani mai tânăr decât ea. Pentru Rilke, întâlnirea cu Lou este decisivă. Pleacă împreună într-o călătorie în Rusia, în 1900. Relația amoroasă durează 3 ani și se va transforma treptat într-o prietenie care se va prelungi până la moartea poetului. Tot Salomé este cea care i-a schimbat prenumele din René (prea feminin, din punctul ei de vedere) în Rainer (mai viril). Îl învață limba rusă, pentru ca Rilke să-l poată citi pe Lev Tolstoi în original - cu care, de altfel, se va întâlni ulterior - și Aleksandr Pușkin. De asemenea, Lou îl introduce pe Rilke în societatea artistică a vremii, rămânând sfătuitoarea, confidenta și muza poetului de-a lungul întregii sale vieți. Corespondența lor stă mărturie a acestei legături strânse.

### Moartea
În 1935, la 74 de ani, Lou Andreas-Salomé își încetează munca de psihanalist. Soțul ei, Friedrich Carl Andreas murise de cancer în 1930. Lou Andreas-Salomé face și ea o dificilă operație pe cord în 1935. La 5 februarie 1937, moare în somn de uremie (insuficiență renală), la Göttingen. Urna cenușii sale este pusă în mormântul soțului ei, din Friedhof an der Groner Landstraße (Cimitirul de pe Groner Landstrasse) în Göttingen. O placă comemorativă pe nou renovata clădire unde a locuit, o stradă în numele ei, "Lou-Andreas-Salomé-Weg" (Strada Lou-Andreas-Salomé) și numele unui Institut de psihanaliză și psihoterapie, "Lou-Andreas-Salomé Institut", onorează astăzi în Göttingen contribuțiile sale.
Cu câteva zile înaintea morții, Gestapo-ul i-a confiscat biblioteca. Alte surse dau un grup SA care nu ar fi confiscat doar, ci ar fi distrus și ars biblioteca, dar numai după moartea autoarei. Pretextul confiscării/distrugerii bibliotecii sale ar fi fost: că era discipola lui Sigmund Freud, că practica "Știința evreimii" și că deținea în biblioteca sa multe cărți scrise de autori evrei.

## Opere
- Im Kampf um Gott (1885)
- Henrik Ibsens Frauengestalten (1892)
- Friedrich Nietzsche in seinen Werken (1894)
- Ruth (1895)
- Jesus der Jude (1895)
- Aus fremder Seele (1896)
- Fenitschka (1898)
- Eine Ausschweifung (1898)
- Menschenkinder (1899)
- Ma (1901)
- Im Zwischenland (1902)
- Die Erotik (1910)
- Vom frühen Gottesdienst (1913)
- Zum Typus Weib (1914)
- Anal und Sexual (1916)
- Psychosexualität (1917)
- Drei Briefe an einen Knaben (1917)
- Narzißmus als Doppelrichtung (1921)
- Das Haus. Eine Familiengeschichte vom Ende des vorigen Jahrhunderts (1921)
- Die Stunde ohne Gott und andere Kindergeschichten (1922)
- Der Teufel und seine Großmutter. Traumspiel (1922)
- Rodinka. Eine russische Erinnerung (1923)
- Rainer Maria Rilke. Buch des Gedenkens (1928)
- Mein Dank an Freud. Offener Brief (1931)